# Francisco Rogério da Costa
 Francisco Rogério da Costa  (Angra do Heroísmo, 5 de setembro de 1822 — Angra do Heroísmo, 28 de Agosto, 1886) foi um presbítero católico, cónego-honorário da Sé de Angra, pregador régio e vigário da paróquia de Conceição da cidade de Angra do Heroísmo. Foi irmão de Félix José da Costa.

## Biografia
Foi professor particular em matérias teológicas. Dotado de superior talento e de vasta inteligência, possuidor de todos os requisitos exigidos ao bom orador, foi, incontestavelmente, o primeiro orador do sagrado açoriano, fazendo ouvir a sua palavra autorizada, em todas as igrejas da ilha Terceira, e de algumas ilhas dos Açores. 
O esplendor do culto, a pompa das festividades religiosas nos Açores muito ficaram dever ao padre Rogério da Costa. Foi ele o primeiro, que estabeleceu no Arquipélago a devoção do Mês de Maria. Colaborou em vários jornais políticos e religiosos.